# Microtus henseli
Microtus henseli був гризуном, знайденим на Сардинії та Корсиці. Вважається, що він вимер приблизно 2000–3000 років тому в результаті тиску та конкуренції з собаками, лисицями та ласками, яких привезли на острови люди. Самі люди, можливо, також зіграли свою роль у вимиранні тирренської полівки.